# أكبر الدين العويسي
أكبر الدين العويسي (14 يونيو 1970 - ) هو سياسي هندي وزعيم المعارضة في الجمعية التشريعية في تيلانغانا وعضو الجمعية التشريعية في تيلانغانا. وهو عضو حزب مجلس عموم الهند لاتحاد المسلمين، وممثله في الجمعية التشريعية في تيلانغانا.  وهو ابن زعيم الحزب السابق سلطان صلاح الدين العويسي، وأخو زعيم الحزب الحالي أسد الدين العويسي.
فاز العويسي في الانتخابات منذ عام 1999 حتى الآن، وفاز بالولاية الخامسة في عام 2018. وتولى منصب زعيم المعارضة في عام 2004.
تعرض للهجوم من قبل 15 مهاجمًا مسلحًا بالبنادق والأسلحة البيضاء والخناجر أثناء مسيرة احتجاجية عام 2011، وأصيب برصاصة في بطنه ولا يزال يواجه مشاكل لأن الرصاصة ما زالت بالقرب من كليته.

## وصلات خارجية
- الموقع الرسمي.